# Bolatice
Bolatice (en allemand : Bolatitz) est une commune du district d'Opava, dans la région de Moravie-Silésie, en République tchèque. Sa population s'élevait à 4 501 habitants en 2024.

## Géographie
Bolatice se trouve à 7 km à l'est-nord-est de Kravaře, à 14 km à l'est d'Opava, à 20 km au nord-ouest d'Ostrava et à 262 km à l’est de Prague.
La commune est limitée par Kobeřice et Chuchelná au nord, par Bohuslavice à l'est, par Dolní Benešov au sud, et par Kravaře et Štěpánkovice à l'ouest.

## Histoire
La première mention écrite de la localité date de 1250.

## Patrimoine
Le château de style baroque avec son portail en pierre a été construit dans les années 1724-1748 et sert actuellement de mairie.

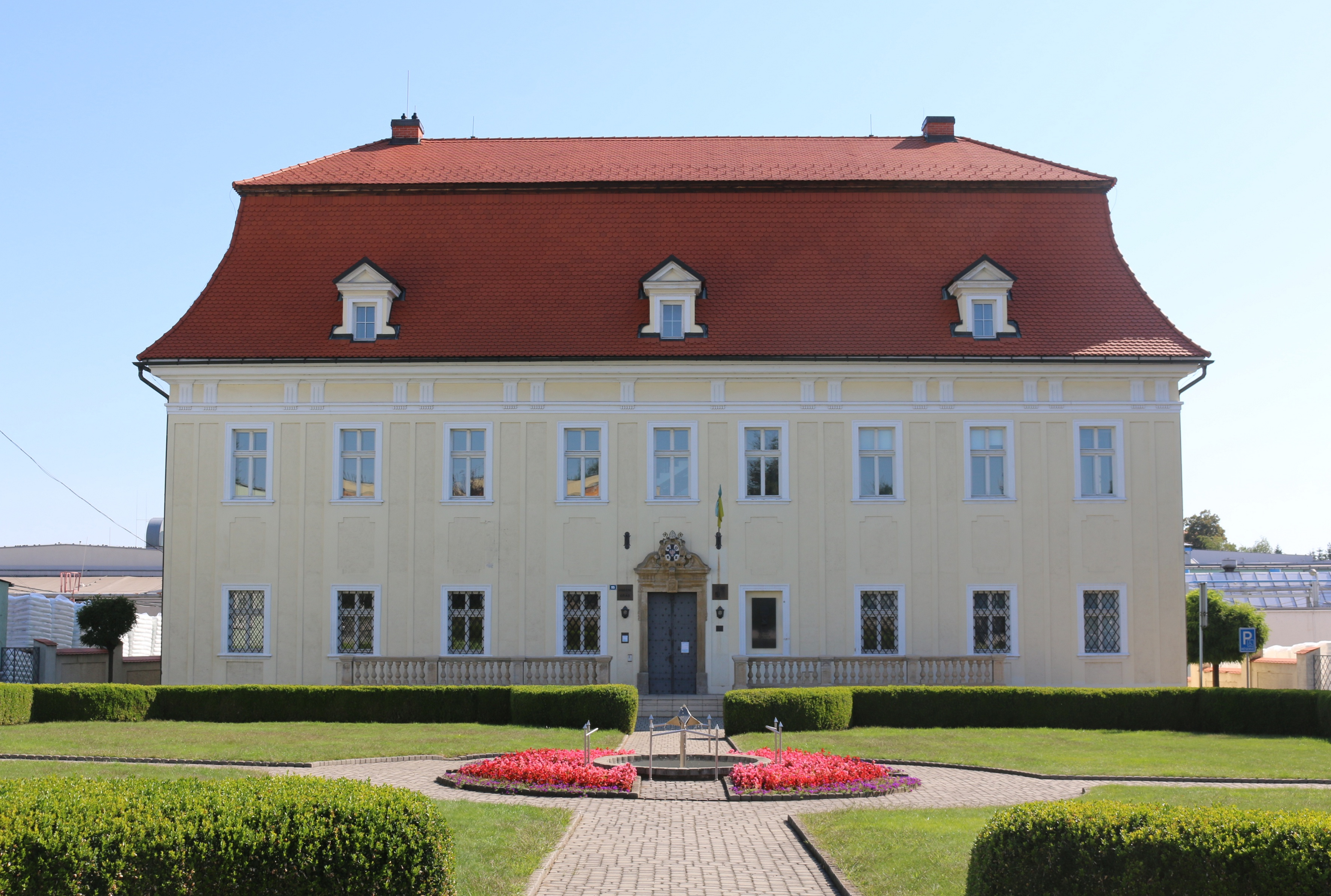
Château de Bolatice.

## Administration
La commune se compose de deux sections :
- Bolatice
- Borová

## Transports
Par la route, Bolatice se trouve à 4 km de Dolní Benešov, à 15 km d'Opava, à 22 km d'Ostrava et à 340 km de Prague.

## Jumelage
- Slaný (Tchéquie)
- Linum (Allemagne)
- Rudy (Pologne)
- Doľany (Slovaquie)
- Nagykovácsi (Hongrie)